# 杜比克大學

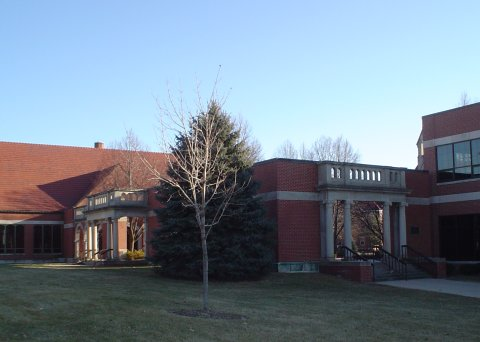

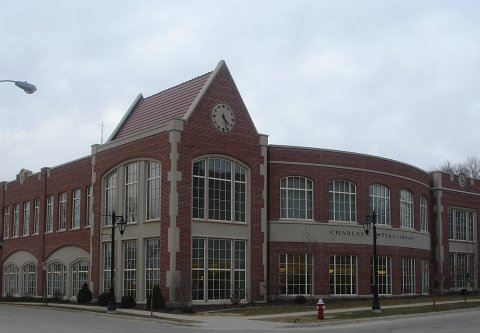

杜比克大學（University of Dubuque（UD））創立於1852年，隸屬美國長老教會，校區座落在美國南北縱貫的密西西比河畔，地處伊利諾、威斯康辛及愛荷華三州交界點，四季分明、風景宜人, 民風淳樸、治安優良的杜比克市；是一所擁有超過百年歷史的大學。

## 學校認證
杜比克大學擁有中北部學校聯盟、愛荷華州教育部門、航空理事會、以及北美神學院聯盟的認證；並同時獲得台灣教育部及中國教育部之承認。

## 學院組成
杜比克大學是由神學院及三個學院所組成：

### 商學院
- 企管系
- 資管系

### 人文學院
- 傳播系
- 自然與應用科學系
- 英文系
- 哲學系
- 心理學系
- 神學院
- 社會學系

### 職業項目學院
- 航空飛行系
- 航空管理系
- 電腦繪圖/互動媒體
- 護理系 (B.S.N)
- 教育系
- 體育系